# 森本まりあ
森本 まりあ（もりもと まりあ、1996年5月3日 - ）は、日本の気象予報士、防災士。東京都府中市出身。
2015年3月、日本女子大学附属高等学校卒業。2019年3月、日本女子大学家政学部家政経済学科卒業。2015年10月、大学1年生の時に気象予報士の資格を取得、 同年よりウェザーマップに所属。大学卒業後、NHK北九州『ニュースブリッジ北九州』に出演。2020年、NHK北九州放送局にて局長賞受賞。Yahoo!ニュースに記事を寄稿することもある。幼少期から空を眺めることが大好きであったという。その他の趣味や特技として、ヴァイオリン、愛鳥と遊ぶこと、図書館巡りなどがある。また、 家族や友人、視聴者などからの手紙を大切にしている。なお、気象予報士の他に、健康気象アドバイザー、化粧品検定1級、コスメコンシェルジュなどの資格を持つ。

## 出演
- 日本テレビ「１周回って知らない話」
- NEXCO東日本「ドライビングウェザー」（'17～'18）
- Yahoo!天気・災害 動画（'18）
- きたきゅーラジオ（'19）

## 講演
- 稲城市立稲城第五中学校「職業講演会」（'16 '17）
- 福岡県糸島市立加布里小学校「急な大雨・雷・竜巻から身を守ろう」（'19）
- 小倉工業倶楽部「北九州の自然と気象」（'20）

## 新聞・雑誌・Web
- 毎日新聞「変わる天気予報の言葉 新型コロナ」（'20.5）
- 日本気象予報士会「てんきすと 124号」（'20.9）
- NHKウィークリーステラ「全国気象予報士名鑑」（'20.11）
- 東日本大震災から10年『あの日、そして明日へ』webコラム（NHK北九州）（'21.3）
- 全国葉たばこ新聞『知って得する天気の雑学』コラム（全国たばこ耕作組合中央会出版）（'21.1月号/7月号）